# Vườn quốc gia Botum Sakor
Vườn quốc gia Botum Sakor là vườn quốc gia lớn nhất tại Campuchia. Nằm trên bờ biển của vịnh Thái Lan, Botum Sakor là một bán đảo nhô về phía tây nam của dãy núi Phnom Kravanh. Khu vực được chỉ định là vườn quốc gia có diện tích 171.250 ha kéo dài qua ba huyện của tỉnh Koh Kong là Kiri Sakor, Botum Sakor và Koh Kong. Vườn quốc gia được quản lý bởi Bộ Môi trường Campuchia.

## Cảnh quan
Phần lớn khu vực Botum Sakor là đất thấp có độ dốc vừa phải, được bao phủ bởi các loài cây thường xanh và đồng cỏ trong khi vùng ven biển là đồng bằng ngập lũ với các loài thực vật ngập mặn và đầm lầy. Khí hậu đặc trưng ở đây là nhiệt đới gió mùa và khu vực này mỗi ngày có hai lần triều cường lên cao khoảng 1,5 mét. Dân số trong vườn quốc gia này chưa rõ ràng.

## Động vật hoang dã

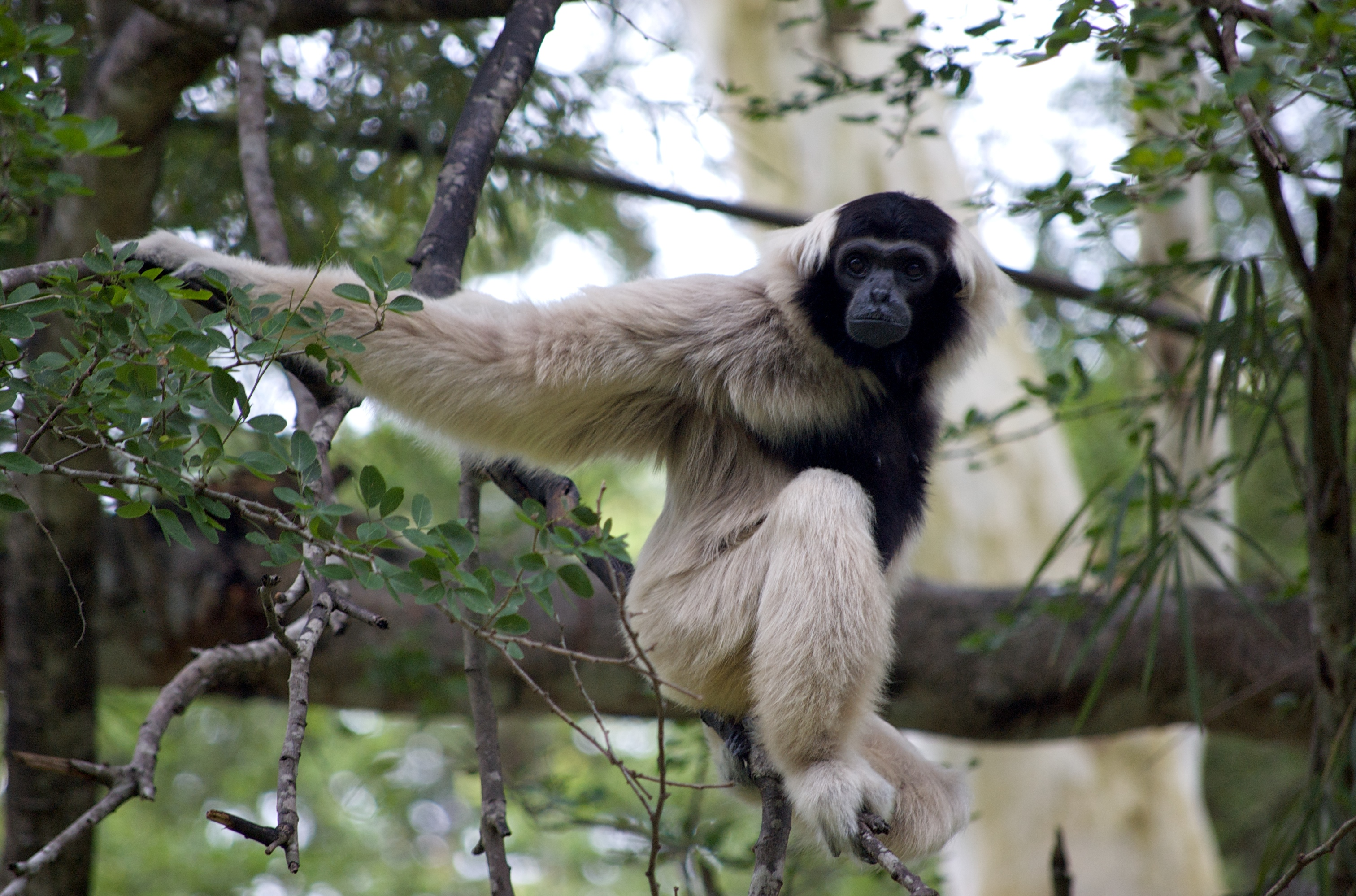
Một chú vượn tại đây

Botum Sakor là vườn quốc gia có số lượng động vật hoang dã vô cùng phong phú và đa dạng, một số trong đó duy nhất thế giới có mặt tại đây. Chỉ có rất ít các vị trí ở Botum Sakor nghiên cứu tính đa dạng sinh học đã được thực hiện và công bố. Những khu vực sâu bên trong vườn quốc gia cho đến nay chưa có nghiên cứu khoa học nào được thực hiện do địa hình cực kỳ khó khăn của nó. Tuy nhiên, với những gì đã có thì nơi đây đang cho thấy rằng nó là khu vực có tầm quan trọng rất cao về mức độ toàn cầu, với nhiều loài bị đe dọa và loài đặc hữu sống ở đây.Một vài trong số chúng thậm chí được liệt kê như là loài cực kỳ nguy cấp trong Sách đỏ của IUCN. Do đó, việc thành lập khu vực như một vườn quốc gia vào năm 1993 là một bước tiến quan trọng hướng tới việc đảm bảo sự đa dạng sinh học của vườn quốc gia nói riêng và trên thế giới nói chung.

### Động vật có vú
Tính đến năm 2009, vườn quốc gia có 44 loài động vật có vú, 8 loài trong số đó được ưu tiên bảo tồn cao và được liệt kê là loài nguy cấp trong Sách Đỏ IUCN, một vài loài trong đó là loài cực kỳ nguy cấp. Các loài động vật nổi bật ở vườn quốc gia bao gồm Tê tê Java, Voọc bạc, Cu li chậm Bengal, Hươu vàng, Sói đỏ, Mèo cá, Voi châu Á và Vượn nâu (một loài chỉ tìm thấy tại một số vườn quốc gia tại Thái Lan và Campuchia). Một số suy đoán cho rằng, số lượng Vượn nâu ở đây là rất đáng kể, có thể chiếm tới 10% số lượng loài trên toàn cầu. Thông qua những chiếc bẫy và camera quan sát thì khu vực này cũng là nơi cư trú của loài Hổ Đông Dương, một loài nguy cấp. Trên thực tế thì một phần tư số loài động vật được tìm thấy tại Botum Sakor là những loài bị đe dọa trên toàn cầu bao gồm cả Chồn bạc má nam, Rái cá mũi lông, Rái cá lông mượt, Nai, Cầy giông sọc và nhiều loài khác. Có khả năng là Gấu chó và Gấu ngựa cũng có mặt tại đây.